# 22e corps d'armée (Russie)
Pour les articles homonymes, voir 22e corps d'armée.
Le 22e corps d'armée est une grande unité de l'armée de terre russe. Il est formé en 2017, peu après l'annexion de la Crimée par la Russie en 2014 et stationné en Crimée. Ses unités sont engagées en 2022 dans l'invasion de l'Ukraine par la Russie.

## Historique

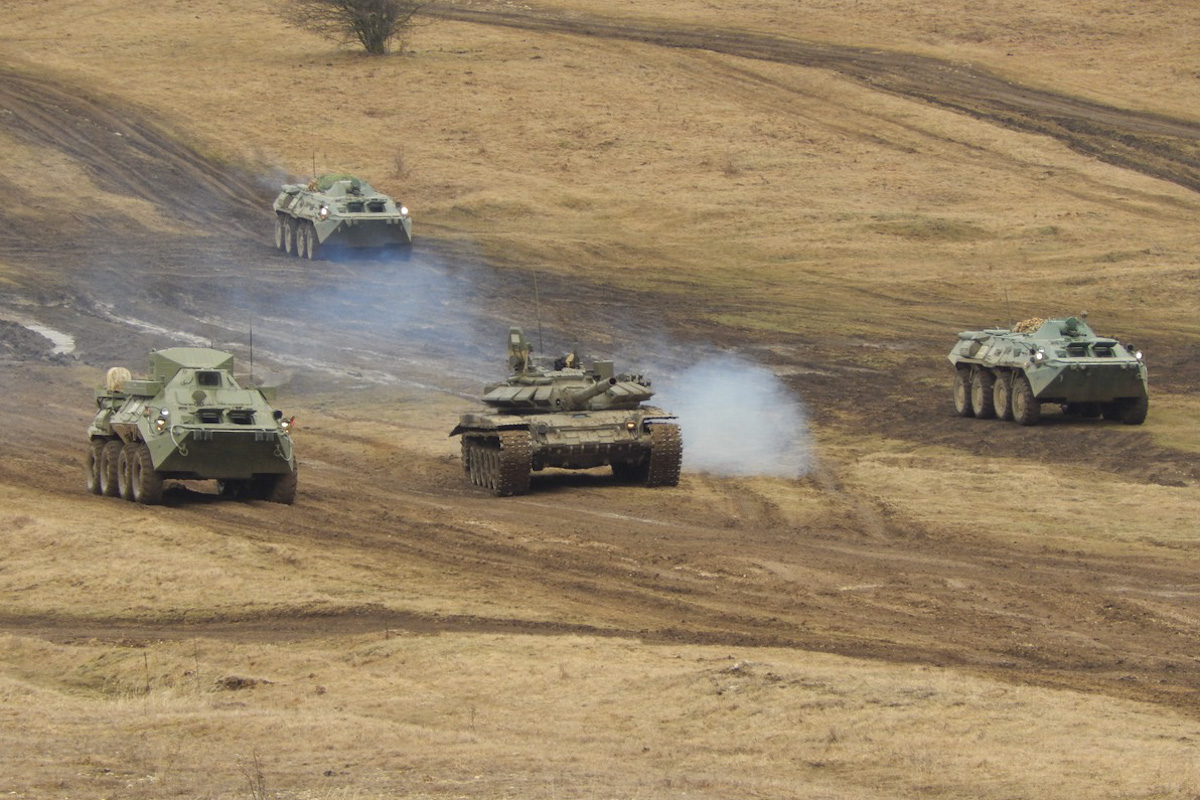
Un T-72B3, deux BTR-80 et un R-149MA1 (de commandement) de la lors d'un exercice en 2019.

Après l'annexion de la Crimée par la Russie en 2014 (sous couvert d'un référendum), la majorité des troupes russes stationnées en Crimée forme en décembre 2017 le 22e corps d'armée, avec son QG à Simferopol, près de Sébastopol. Il fait partie du district militaire sud, et sert de troupes côtières de la marine russe, dépendant de la flotte de la mer Noire. En 2021, il est composé des unités suivantes :
- 126e brigade de défense côtière de la Garde Gorlovskaïa (« de Gorlovka »), à Perevalne (équipée comme une brigade d'infanterie mécanisée) ;
- 127e brigade de reconnaissance, à Sébastopol (actions amphibies, renseignement électronique, drones et opérations psychologiques) ;
- 8e régiment d'artillerie, à Perevalne ;
- 1096e régiment de missiles antiaériens, à Sébastopol ;
- 4e régiment de protection NBC, à Sébastopol.

Le commandement terrestre russe en Crimée dispose aussi d'une grande unité de la flotte de la mer Noire : la 810e brigade d'infanterie navale (à Sébastopol).

### Invasion de l'Ukraine par la Russie en 2022
L'unité est engagée lors de l'invasion de l'Ukraine par la Russie en 2022. Des unités du 22e corps d'armée sont identifiées dans le Sud-Ouest de l'Ukraine : trois ou quatre groupes tactiques de bataillon (BTG) de la 126e brigade sont déployés au nord de Kherson. Remontant la rive droite du Boug méridional jusqu'à Voznessensk au tout début mars, ils en sont repoussés quelques jours plus tard. Dans la seconde partie de mars, la 126e brigade se trouve à l'extrémité nord de l'oblast de Kherson, sur la rive droite du réservoir de Kakhovka. Le 12 juillet 2022, les Ukrainiens annoncent avoir frappé le PC du 22e corps par une frappe de lance-roquettes HIMARS à Nova Kakhovka.

## Commandants
- février 2017 - décembre 2018 : lt-général Andreï Kolotovkine,
- décembre 2018 - novembre 2020 : lt-général Konstantin Kastornov,
- novembre 2020 - octobre 2021 : lt-général Denis Liamine (intérim),
- à partir du 12 septembre 2022 : major général Arkady Marzoev.

### Chefs d'état-major
- 2018 - 2019 : Ivan Popov[4].